# 刘晓榕
刘晓榕（1950年3月—），湖南茶陵人，生于福建福州，原中国人民解放军总后勤部副政治委员，中将军衔。

## 生平
刘晓榕于1968年入伍，曾担任过第85师副政委、第91师政委、第93师政委等职。1994年出任陆军第1集团军政治部主任。1996年晋升为少将军衔。1999年任第1集团军政治委员。2006年起出任兰州军区副政治委员兼纪律检查委员会书记。2008年晋升为中将军衔。2010年升任总后勤部副政治委员兼纪律检查委员会书记。

## 家庭
刘晓榕是开国中将刘培善与原上海市人大副主任左英之子，原海军政委魏金山中将之婿。其弟刘胜中将为现任总装备部副部长。